# M 06
Die M 06 ist eine ukrainische Fernstraße. Sie führt, vom Siegesprospekt in Kiew ausgehend, in westlicher Richtung über Schytomyr, Riwne, Lemberg und Uschhorod nach Tschop an der ungarischen Grenze. Bis 1991 war sie Teil der M 17 im sowjetischen Straßensystem.

## Geschichte
Die Strecke von Lemberg über Stryj bis zur damaligen österreichisch-ungarischen Grenze lag bis 1918 auf dem Gebiet des österreichischen Kronlands Galizien und wurde als Stryjer Reichsstraße bezeichnet.
Die Teilstrecken zwischen Lemberg und Brody bzw. Lemberg und Stryj gehörten zwischen 1919 und 1939 zum Territorium der Zweiten Polnischen Republik und wurden durch das polnische Straßengesetz vom 10. Dezember 1920 zu Staatsstraßen (droga państwowa) erklärt.
In den Jahren 2005 bis 2008 erfolgte auf der gesamte Strecke zwischen der ungarischen Grenze über die Karpaten bis nach Lemberg eine Straßensanierung.

## Bilder

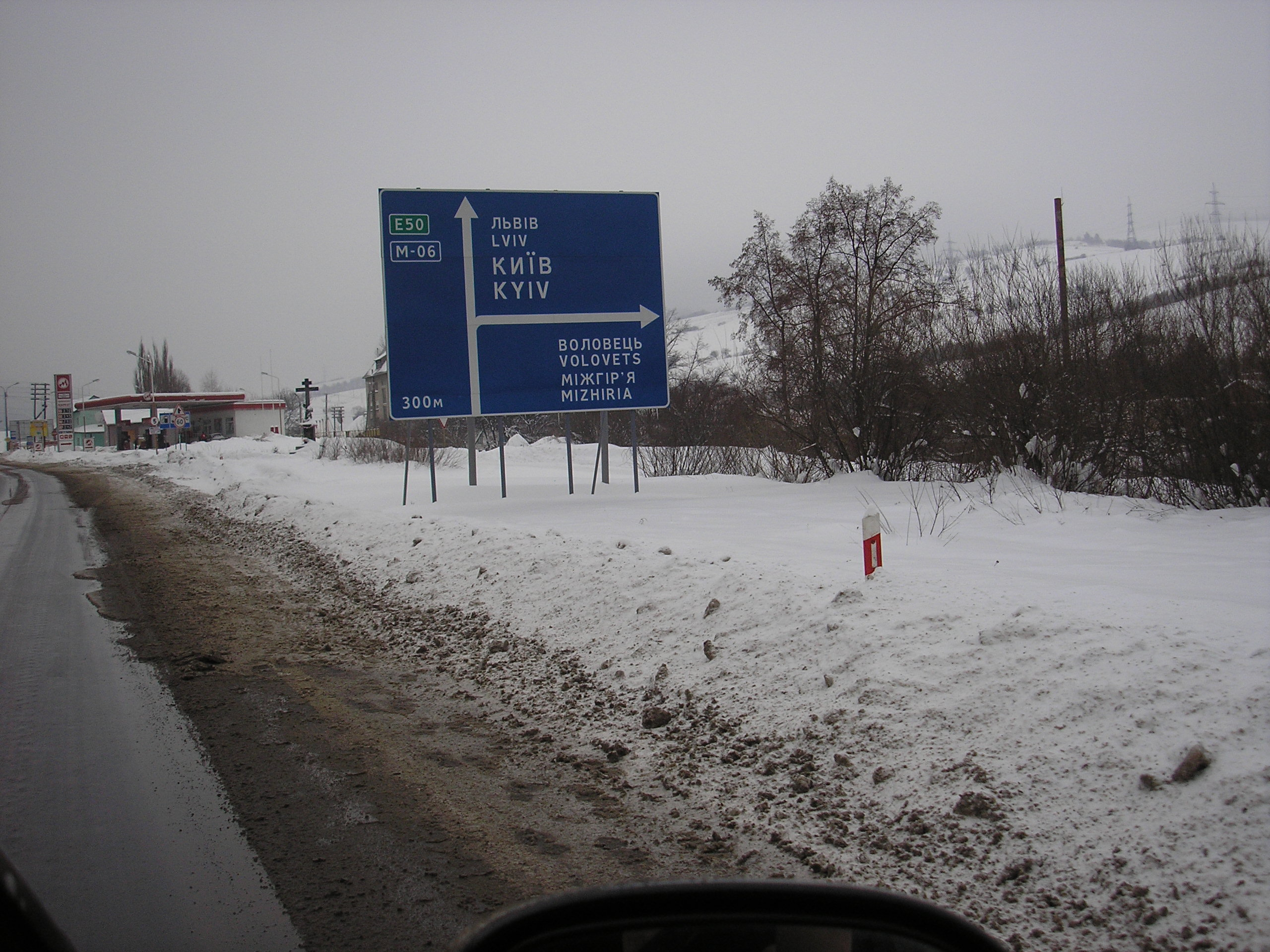
Winter 2005
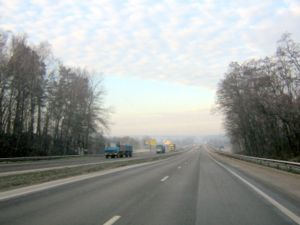
Zwischen Kiew und Schytomyr
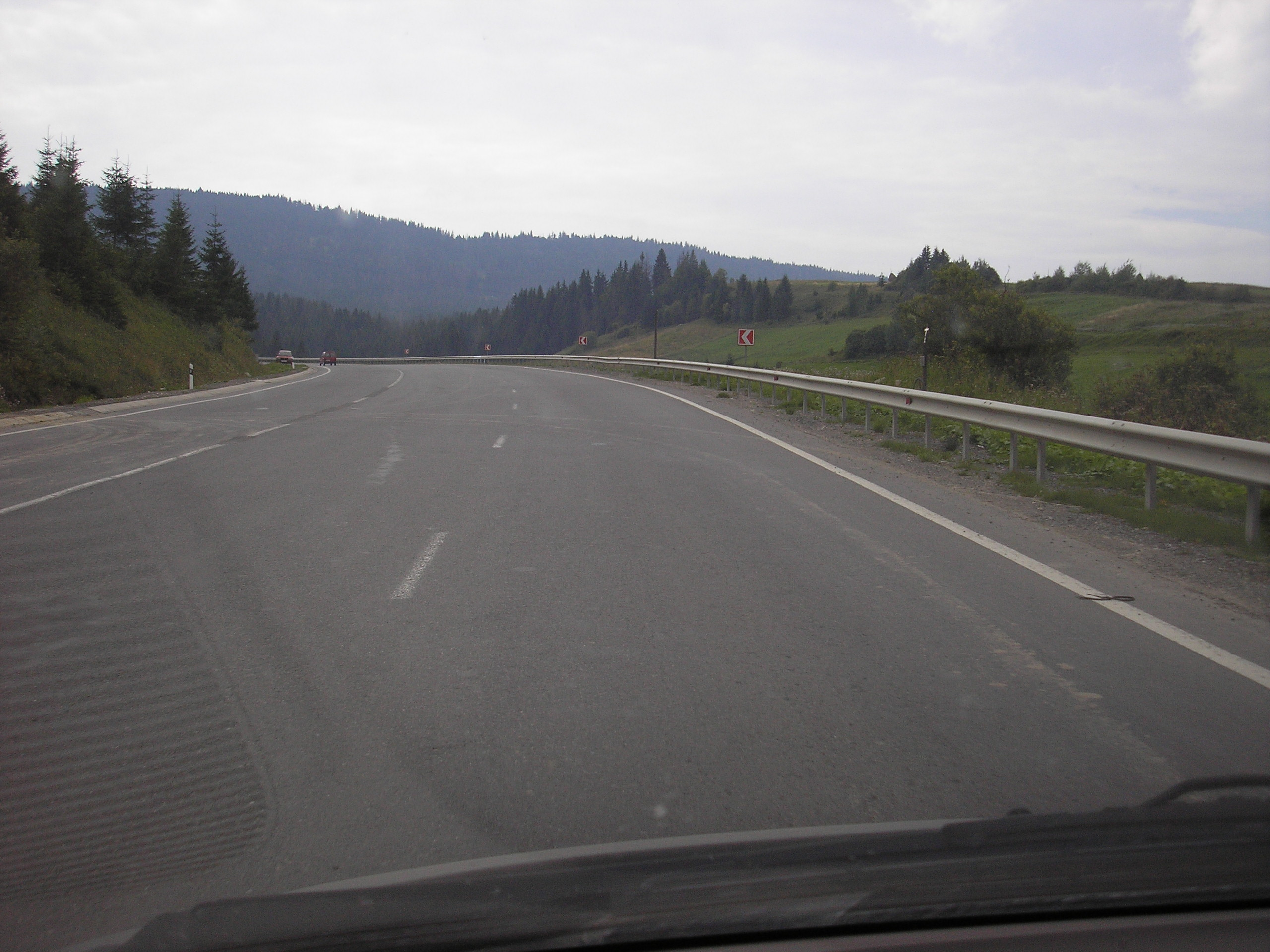
In den Karpaten
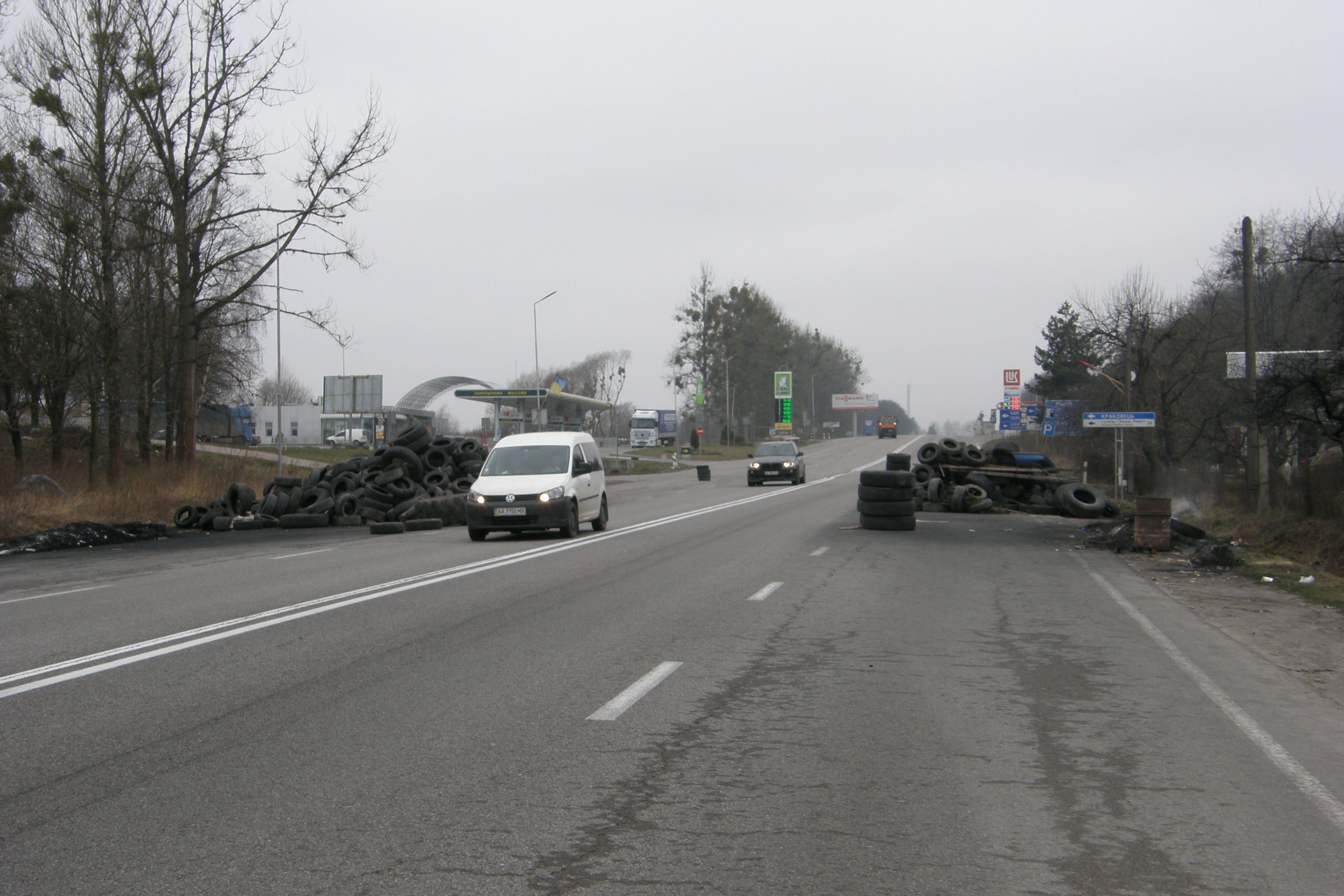
In Lemberg während des Euromaidan
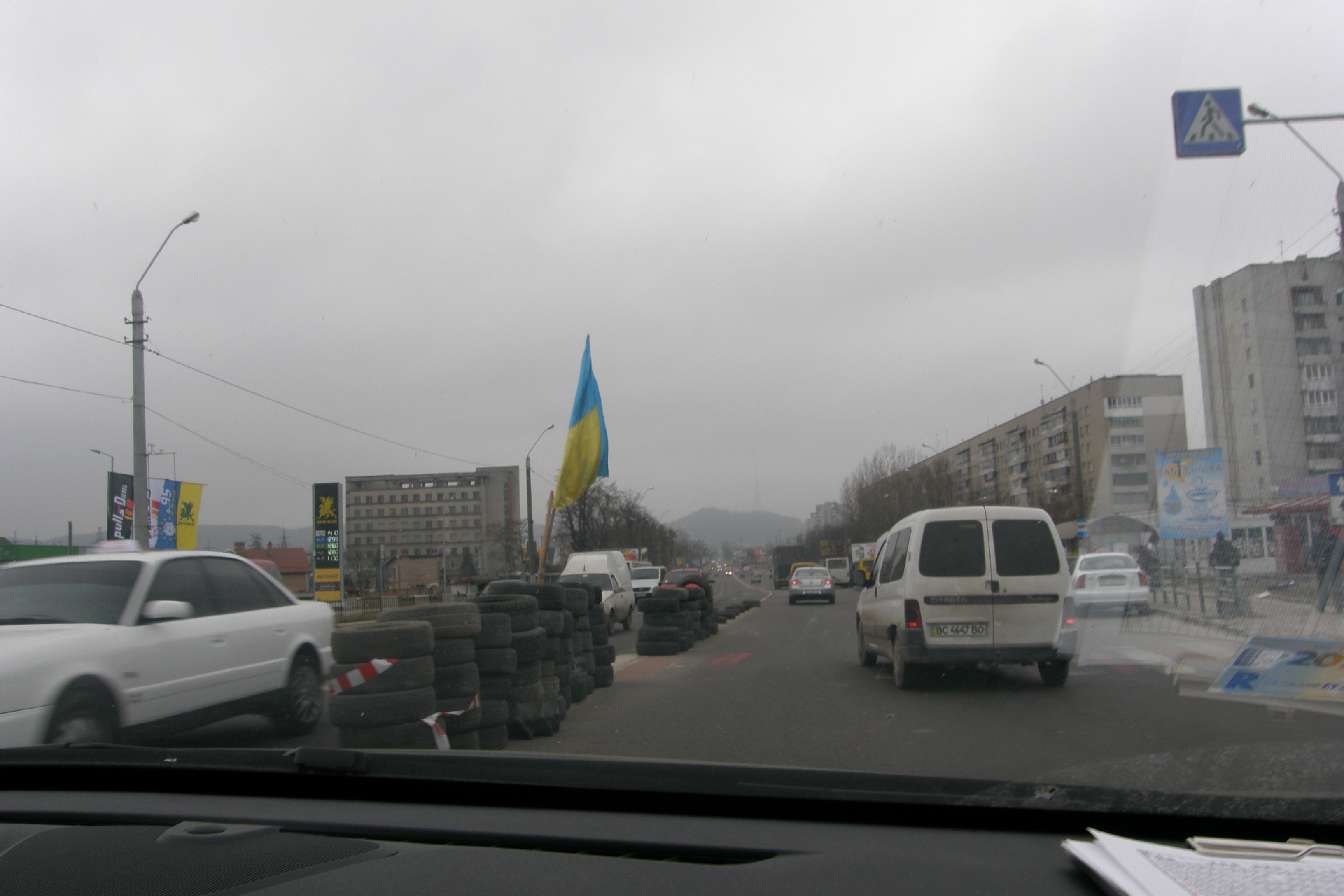
Stadteinfahrt Lemberg während des Euromaidan